# Langenstein (badisches Adelsgeschlecht)

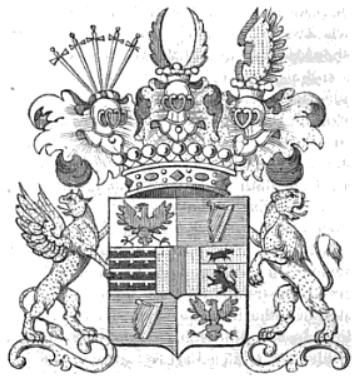
Wappen der Grafen von Langenstein und Gondelsheim (nach Ernst Heinrich Kneschke)

Die Grafen von Langenstein und Gondelsheim waren eine morganatische, nicht-ebenbürtige Seitenlinie des Hauses Baden. Das 1827 geschaffene Adelsgeschlecht entstand durch eine uneheliche Verbindung zwischen Großherzog Ludwig I. und Katharina Werner. Während die Familie in männlicher Linie bereits in erster Generation ausstarb, verband sie sich in weiblicher Linie mit der schwedischen Familie der Grafen Douglas, einem Zweig des schottischen Clan Douglas, und begründete so die bis heute bestehende Linie Douglas-Langenstein.

## Katharina Werner
Katharina Werner (1799–1850), die Tochter eines badischen Korporals aus Weisenbach im Murgtal, trat am Großherzoglichen Hoftheater als Schauspielerin und Tänzerin auf. Vermutlich 1816 lernte der über fünfzigjährige Großherzog die damals erst Sechzehnjährige kennen. Zwischen den beiden entwickelte sich eine Beziehung und Mademoiselle Werner galt bald als Mätresse des Großherzogs. Das erste gemeinsame Kind, Luise (1817–1821); wurde bereits im Jahr darauf geboren; die Mutter war noch keine achtzehn Jahre alt. Die Tochter starb im Alter von dreieinhalb Jahren.
1820 und 1825 brachte Katharina Werner zwei weitere Kinder zur Welt, Ludwig Wilhelm August (1820–1872) und Louise Katharina (1825–1900). Alle Kinder wurden vom Vater anerkannt, waren als uneheliche und nicht-standesgemäße Nachkommen aber natürlich nicht thronfolgeberechtigt. 1827 wurden dann Mutter und die beiden Kinder als Grafen von Langenstein und Gondelsheim in den erblichen Adelsstand erhoben. Möglicherweise war es zuvor zu einer geheimen morganatischen Hochzeit zwischen Katharina und dem Großherzog gekommen.
Die jüngere Schwester Katharinas, Gertrud Werner (* 1807), sollte auf Vorschlag des Großherzogs den Offizier Johann Heinrich David von Hennenhofer heiraten.

## Vorrechte und Besitzungen des Geschlechts
Die Erhebung in den badischen Grafenstand erfolgte am 9. April 1827, verbunden mit der Kreation eines eigenen Wappens.
Großherzog Ludwig hatte in den Jahren zuvor umfangreiche Ländereien als Privatbesitz gekauft, diese wurden nun als Gräflich Langensteinisches Stammgut zusammengefasst und am 28. Juni 1827 zu einer großherzoglich-badischen Standesherrschaft erhoben. Bei den Besitzungen handelte es sich um die Grundherrschaft Langenstein einschließlich Beuren, Volkertshausen und Münchhof im Hegau sowie Adelsreute, Tepfenhard und Urnau im Linzgau, die Grundherrschaft Gondelsheim im Kraichgau sowie die Grundherrschaft Stetten am kalten Markt im oberen Donautal, des Weiteren auch ein Hotel mit Park in Karlsruhe. Später wurden auch die Grundherrschaften Worndorf, Gutenstein und Sickingen mit der Langensteinischen Standesherrschaft vereinigt.
Die beiden Residenzen der Familie waren die Schlösser Langenstein und Gondelsheim, die auch als Namensgeber für das Geschlecht dienten. Der Name „Langenstein“ leitet sich dabei von einem gleichnamigen, seit dem Mittelalter ausgestorbenen Reichenauer Adelsgeschlecht ab.
Die Standesherrschaft sollte in männlicher Linie ungeteilt als Majorat weitervererbt werden, verbunden war damit auch die Mitgliedschaft (in Form einer den Standesherren gleichgestellten Landstandschaft) in der ersten Kammer der Badischen Ständeversammlung. Die Mutter, nun Katharina Gräfin von Langenstein und Gondelsheim, erhielt als eigene Besitzungen Sickingen, Mägdeberg und Mühlhausen; die Tochter Heilsberg, Gottmadingen und Ebringen.
Nach dem Tod des Großherzogs 1830 erbten die Langensteiner den größten Teil seines Privatvermögens von über drei Millionen Gulden.

## Die badischen Grafen von Douglas

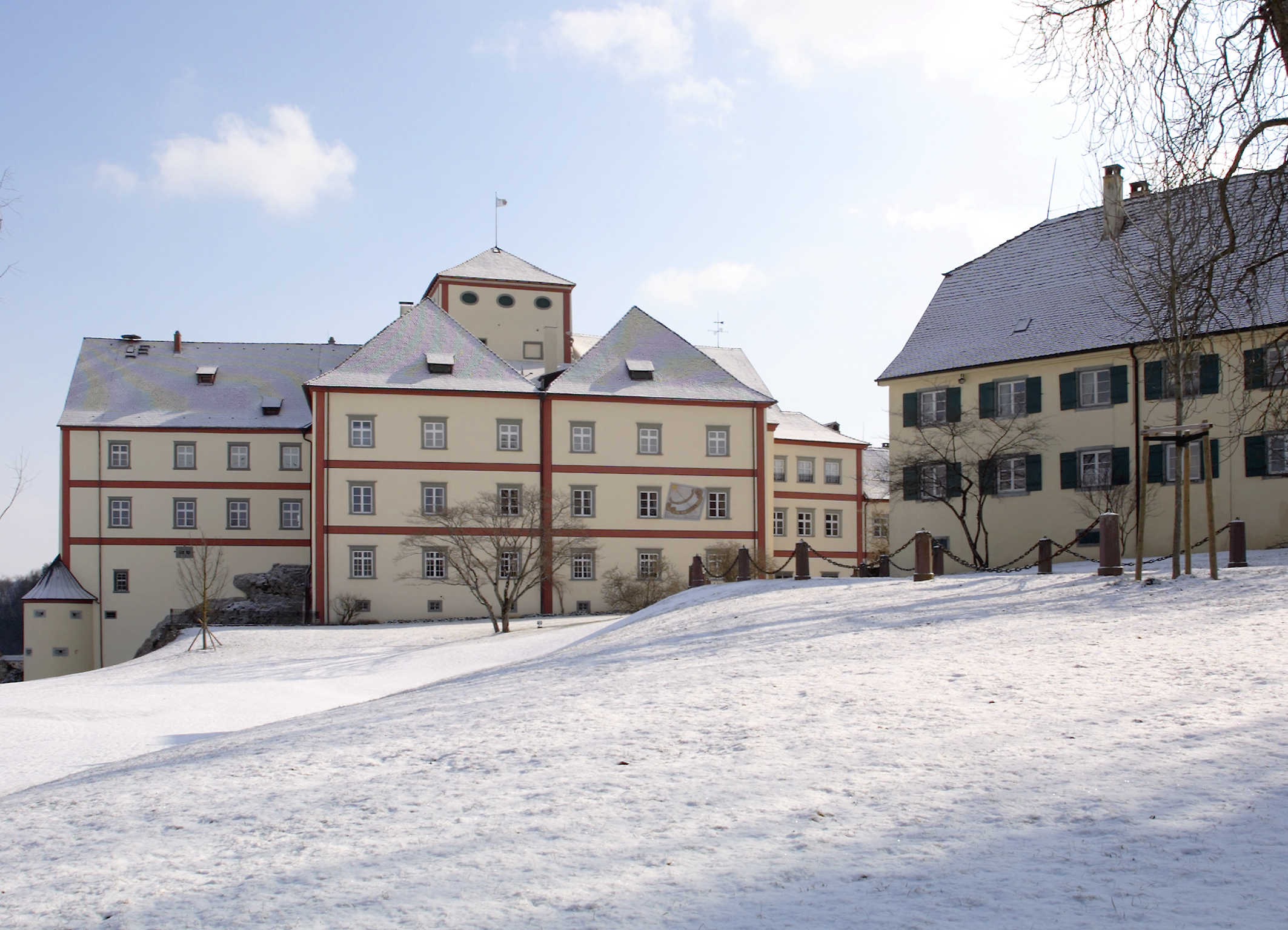
Der Familiensitz Schloss Langenstein (heute Teil von Orsingen-Nenzingen)

1850 starb Gräfin Katharina, ihre Besitzungen wurden unter den beiden Kindern aufgeteilt. 1872 starb dann schließlich auch ihr Sohn Ludwig. Da er weder geheiratet noch Nachkommen hinterlassen hatte, starb damit das Geschlecht in männlicher Linie bereits wieder aus und der gesamte Familienbesitz fiel an seine Schwester Louise. Diese hatte sich 1848 mit dem schwedischen Grafen Carl Israel Wilhelm Douglas (1824–1898) vermählt, einem Angehörigen der schwedischen Linie (zurückgehend auf Robert Douglas (1611–1662)) des schottischen Clan Douglas. Ihre Kinder erreichten sowohl in Schweden als auch in Deutschland wichtige politische Ämter. Der Enkel Karl Robert begründete dann die bis heute bestehende badische Grafenlinie Douglas-Langenstein, als er 1906 seinen Hauptwohnsitz nach Schloss Langenstein verlagerte. Auch Schloss Gondelsheim verblieb bis 2010 im Besitz der Familie.
Die von Gräfin Louise und ihren Nachkommen zusammengetragene Büchersammlung, die Bibliothek Douglas, umfasst etwa 2118 Bände. Sie befand sich ursprünglich in der Villa Douglas (Schloss Hinterhausen) in Allmannsdorf am Bodensee, Ende der 1970er/Anfang der 1980er wurde dann die gesamte Sammlung mit weiteren Archivalien nach Schloss Ebnet im Breisgau überführt.
Bedeutende Mitglieder des Geschlechts waren der deutsche Reichstagsabgeordnete Wilhelm Graf Douglas (1849–1908), dessen Bruder, der schwedische Reichsmarschall und Außenminister Ludvig Douglas (1849–1916), dessen Sohn, der Gutsbesitzer Karl Robert Graf Douglas (1880–1955), dessen Sohn und Nachfolger Wilhelm von Douglas-Langenstein (1907–1987) sowie dessen Onkel, der schwedische Armeechef Archibald Douglas (1883–1960). Das derzeitige Familienoberhaupt des deutschen Zweigs ist Axel Graf Douglas (* 1943). Dessen Cousin, Patrick Graf Douglas (1938–2010) wurde durch Adoption Oberhaupt des Geschlechts der Freiherren von Reischach und damit Besitzer von Schloss Schlatt und der Burg Hohenkrähen, später auch der Nellenburg.
Weitere bekannte Familienmitglieder aus jüngerer Zeit sind der Kunstmakler Christoph Graf Douglas (1948–2016), der 2014 von seinem Cousin Axel Graf Douglas das Schloss Langenstein erwarb, und der Personalberater (Korn/Ferry) Hubertus Graf Douglas (* 1952).

## Stammliste

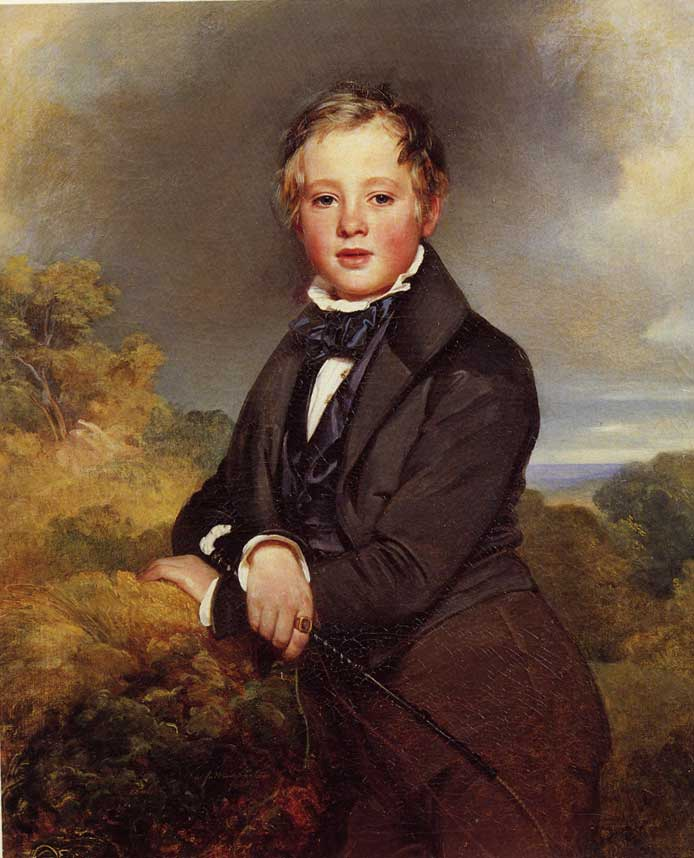
Ludwig Graf von Langenstein im Jahr 1834; Ölgemälde des badischen Hofmalers Franz Xaver Winterhalter

Auszug aus der Stammliste, dargestellt sind nur die für Baden relevanten Familienglieder:
1. Ludwig I., Großherzog von Baden (1763–1830) ⚭ Katharina Gräfin von Langenstein und Gondelsheim, geb. Werner (1799–1850)
  1. Luise Werner (1817–1821)
  2. Ludwig Wilhelm August Graf von Langenstein und Gondelsheim, geb. Werner (1820–1872)
  3. Louise Katharina Gräfin von Langenstein und Gondelsheim, geb. Werner (1825–1900) ⚭ Carl Israel Wilhelm Douglas (1824–1898)
    1. Wilhelm Ludwig Karl (1849–1908) ⚭ Waleska Weis
    2. Ludvig (Ludwig) Wilhelm August (1849–1916) ⚭ Anna Ehrensvärd
      1. Anna Lovisa (Louise) Dorotea (1878–1964) ⚭ Theodor Adelswärd — Nachkommen
      2. Karl Robert (1880–1955), begründete die eigentliche Linie Douglas-Langenstein, ⚭ 1) Sofie von Fine Blaauw, ⚭ 2) Auguste Viktoria von Hohenzollern
        1. Ludwig Wilhelm Karl (1907–1987) ⚭ Ursula von Ellrichshausen
          1. Madeleine (* 1939) ⚭ 1) Christoph Albert Eugen Ferdinand von Malaisé, ⚭ 2) John Denham, ⚭ 3) Sir Raymond Hoffenberg — Nachkommen
          2. Gunilla (* 1941) ⚭ Peter Henry Arthur Stanley (* 1933), Urenkel des 16. Earl of Derby — Nachkommen
          3. Axel (* 1943) ⚭ 1) Johanna Prinzessin von Sayn-Wittgenstein-Hohenstein, ⚭ 2) Karen-Marguerite von Kühlmann, ⚭ 3) Johanna Ernst — Nachkommen
          4. Hubertus (* 1952) ⚭ Theresia von Oppen — Nachkommen

        2. Ludwig Friedrich Morton (1909–1979) ⚭ 1) Anne-Marie Staehelin,  ⚭ 2) Edith Straehl
          1. Patrick Morton Robert Friedrich (1938–2010), durch Adoption Freiherr von Reischach, ⚭ 1) Alexandra Margarethe Helene Anita von Berlichingen, ⚭ 2) Helga Ambros — Nachkommen
          2. Catharina Lovisa (* 1941) ⚭ 1) Russell Layland, ⚭ 2) Alain Paul Charles Le Menestrel
          3. Beatrice (* 1944) ⚭ Rudolf Graf von Blanckenstein — Nachkommen
          4. Christoph Archibald Ludwig Friedrich (1948–2016[9]) ⚭ Bergit Oetker — Nachkommen

        3. Robert (1914–1985), begründete die Linie Douglas-Gerstorp, ⚭ Mielikki Tapiovaara — Nachkommen
        4. Marie-Louise (* 1921) ⚭ 1) Dennis von Bieberstein-Krasicki von Siecin, ⚭ 2) Zygmunt von Michalow Michalowski — Nachkommen

      3. Wilhelm Archibald (1883–1960), begründete die Linie Douglas-Stjärnorp, ⚭ Astri Henschen — Nachkommen
      4. Hedvig (Hedwig) Ingeborg Madeleine (1886–1983) ⚭ Charles Louis Fouché, 6. duc d’ Otrante — Nachkommen
      5. Carl Sholto (1888–1946) ⚭ Maria von Schlichting — Nachkommen
      6. Ellen Maria Augusta (1892–1987) ⚭ Martin Mansson
      7. Oscar Wilhelm (1896–1991), begründete die Linie Douglas-Kolfall, ⚭ Dagmar Skarstedt — Nachkommen

    3. Magdalena Sophie Henriette (1852–1899) ⚭ Hans Freiherr von Meyern-Hohenberg
    4. Catherine Caroline Luise (1852–1893) ⚭ Heinrich Freiherr Gayling von Altheim — Nachkommen
    5. Maria (1854–1923) ⚭ Carl August Philipp Graf von der Goltz
    6. Friedrich Archibald (1859–1921)